# Стинсон, Джеффри
Монсеньор Джеффри Сти́нсон (англ. Jeffrey Neil Steenson; род. 1 апреля 1952, округ Дейл, штат Алабама, США) — католический священник, бывший епископ американской Епископальной церкви, первый ординарий Персонального ординариата Кафедры Святого Петра, апостольский протонотарий.

## Биография
В 1978 году Джеффри Стинсон закончил обучение в Гарвардской богословской школе, где защитил диссертацию по теме Нового Завета. В июне 1979 года был рукоположён в сан диакона. 29 июня 1980 года был рукоположён в священника. В 1983 году получил научную степень доктора философии в Оксфордском университете после защиты диссертации по теме «Василий Анкерский и курс Никейского православия».
С 1983 года работал в церкви Всех святых в Винневуде в штате Пенсильвания. С 1989 года служил в церкви святого Андрея в городе Гранд-Прери в штате Техас.
16 января 2005 года был рукоположён в епископа.
В конце 2007 года Джеффри Стинсон перешёл в Римско-Католическую церковь. С декабря 2007 года обучался в Риме в Папском ирландском колледже и в Папском институте Августинианум.
13 декабря 2008 года был рукоположён в дьякона. 21 февраля 2009 года был рукоположён в сан священника архиепископом архиепархии Санта-Фе.
12 февраля 2012 года Джеффри Стинсон был назначен ординарием Персонального ординариата Кафедры Святого Петра для англикан, перешедших в Католическую церковь. 24 ноября 2015 года подал в отставку.